# Денеј ле Шантел
Денеј ле Шантел (фр. Deneuille-lès-Chantelle) насеље је и општина у централној Француској у региону Оверња, у департману Алије која припада префектури Мулен.
По подацима из 2011. године у општини је живело 91 становника, а густина насељености је износила 11,08 становника/km². Општина се простире на површини од 8,21 km². Налази се на средњој надморској висини од 300 метара (максималној 372 m, а минималној 273 m).

## Демографија
| 1962. | 1968. | 1975. | 1982. | 1990. | 1999. | 2011. |
| ----- | ----- | ----- | ----- | ----- | ----- | ----- |
| 66    | 84    | 80    | 98    | 80    | 89    | 91    |

График промене броја становника у току последњих година